# 鹑雀属
鹑雀属（学名：Ortygospiza），是梅花雀科的一属。属下共有3种鸟类。
属下物种有：
- 黑领鹑雀
- 红嘴鹑雀
- 蝗鹑雀